# 雅庫布·尤加斯
雅庫布·尤加斯（1992年5月5日—）是一位捷克足球運動員。在場上的位置是後衛。他現在效力於捷克足球甲級聯賽球隊布爾諾足球俱樂部。他在2010年8月28日首次在聯賽出場。他也代表捷克U21國家隊參賽。